# Zone de conservation halieutique
Une zone de conservation halieutique est un type d'aire protégée française constitué d'un espace maritime, et éventuellement fluvial, présententant un intérêt particulier pour la reproduction, la croissance ou l'alimentation d'une ressource halieutique qu'il convient de préserver. Elle a été définie par  la loi pour la reconquête de la biodiversité, de la nature et des paysages et le décret n° 2017-568 du 19 avril 2017. Elle constitue l'une des catégories d'aire marine protégée reconnut par le droit français.

## Les origines de cette disposition législative

### Le règlement de l'Union européenne
La France et l'Union européenne se sont engagées à gérer les stocks halieutiques "au rendement maximal durable", afin d'articuler la politique de la pêche avec une approche globale des écosystèmes.
Le règlement du 11 décembre 2013 du parlement européen et du Conseil  relatif à la politique commune de la pêche précise ainsi dans article 22  "Afin de contribuer à la conservation des ressources aquatiques vivantes et à la protection des écosystèmes marins, l'Union devrait s'efforcer de protéger les zones qui sont sensibles du point de vue biologique en les déclarant zones protégées. Dans ces zones, il devrait être possible de restreindre ou d'interdire les activités de pêche. Au moment de décider quelles sont les zones qui seront déclarées protégées, il convient d'accorder une attention particulière à celles dans lesquelles il existe des preuves claires de concentrations élevées de poissons dont la taille est inférieure à la taille minimale de référence de conservation, ainsi que des zones de frai, ainsi qu'aux zones qui sont réputées bio-géographiquement sensibles. Il convient de tenir compte également des zones de conservation existantes. Afin de faciliter le processus de désignation, les États membres devraient répertorier les zones concernées".  

### Le rendement maximal durable
Le concept de rendement maximal durable est ainsi défini par le parlement européen : "Pour parvenir à une exploitation durable, les stocks de poisson doivent être gérés selon le principe du niveau de rendement maximal durable (RMD). La politique commune de la pêche (PCP) fonde, à cette fin, ses décisions sur les meilleurs avis scientifiques disponibles et suit une approche prudente selon laquelle l’absence d’informations scientifiques suffisantes ne peut justifier le report ou l’absence de mesures de conservation des espèces. L’exploitation durable implique par ailleurs l’application progressive de l’approche fondée sur l’écosystème à la gestion de la pêche 
".

## Création d'une zone de conservation halieutique
La zone est créée par décret, après  avis du bureau du Conseil national de la mer et des littoraux et à la suite d'études scientifiques.
Le décret définit le périmètre de la zone, la durée du classement, les objectifs de conservation, ainsi que les dispositifs de suivi et d'évaluation. Il précise quelle est l'autorité administrative qui sera chargée de mettre en œuvre les mesures décidées.
ce qui signifie que  les zones de conservation halieutiques ne disposent pas d’instance de gouvernance propre.
Un décret précise les modalités de mise en œuvre de ces dispositions législatives.

## Contrôle et sanctions

### Personnes  habilités à rechercher et à constater les infractions
Ce sont :
- Les administrateurs, officiers du corps technique et administratif des affaires maritimes.
- Les commandants, commandants en second ou officiers des bâtiments de la marine nationale et les commandants des aéronefs militaires affectés à la surveillance maritime ainsi que les officiers mariniers désignés par l'autorité administrative.
- Les fonctionnaires affectés dans les services exerçant des missions de contrôle dans le domaine des affaires maritimes sous l'autorité ou à la disposition du ministre chargé de la mer ;
- Les agents des douanes.
- Les agents de la concurrence, de la consommation et de la répression des fraudes.
- Les inspecteurs de l'environnement mentionnés
- Les agents assermentés des réserves naturelles
- Les gardes jurés et les prud'hommes pêcheurs assermentés (Les gardes jurés doivent être agréés par l'autorité administrative.)
- Les agents mentionnés aux 1° à 6° du I de la'article L205-1[8]

### Les sanctions
Les infractions peuvent être sanctionnées de deux façons:
. une sanction pénale de 6 mois d'emprisonnement et de 22 500 € d'amende pour ne pas respecter, y compris pr négligence ou imprudence, les règles et interdictions concernant la zone.
. le tribunal peut aussi ordonner des mesures destinées à remettre en état les lieux ou a réparer les dommages causés à l'environnement.
Le tribunal peut aussi prononcer des peines complémentaires :
- affichage ou diffusion de la décision prononcée ;
- suspension ou du retrait de la licence de pêche, du permis de pêche spécial, du permis de mise en exploitation et, d’une manière générale, de toute autorisation de pêche délivrée en application de la réglementation

pour une durée maximale d’un an ;
- confiscation du matériel ayant servi ou permis l’infraction ;
- interdiction, pour les personnes physiques, d’exercer l’activité professionnelle ou sociale, notamment un commandement, à l’occasion de laquelle l’infraction a été commise, pour une durée qui ne peut excéder cinq

ans ;
- dissolution des personnes morales concernées.
- La personne physique condamnée encourt également, l'immobilisation, pendant une durée qui ne peut excéder un an, du véhicule, du navire, du bateau, de l'embarcation ou de l'aéronef dont elle s'est servie pour commettre l'infraction, si elle en est le propriétaire.